# Somogy
Somogy är en provins i sydvästra Ungern vid gränsen till Kroatien. 